# مسجد لالا تولبان
مسجد لالا تولبان يقع في أوفا وهو أحد أكبر المساجد في روسيا حيث يبلغ ارتفاع المآذن 53 متراً، يمكن أن يستوعب المسجد ما يقارب 1000 من المصلين. تم بناؤه بين عام 1990 و1998 وفقًا لتصميم حديث من قبل وكيل دافلياتشين. في عام 2001 عقد فلاديمير بوتين اجتماعا مع طلعت تاج الدين ورجال دين مسلمين آخرين في المسجد.